# Address
Il linguaggio di programmazione degli indirizzi (in russo Адресный язык программирования?, Adresnyj jazyk programmirovanija; in ucraino Адресна мова програмування?, Adresna mova prohramuvannja) è stato uno dei primi linguaggi di programmazione di alto livello al mondo Fu creato nel 1955 da Kateryna Juščenko. In particolare, il linguaggio di programmazione degli indirizzi ha fornito la posizione libera dei programmi per computer, rendendo possibile l'indirizzamento indiretto e gli indirizzi di livello più elevato - analogo ai puntatori.

## Storia
A differenza di Fortran e ALGOL 60, Address ha supportato l'indirizzamento indiretto e l'indirizzamento di gradi superiori. L'indirizzamento indiretto è un meccanismo che è apparso in altri linguaggi di programmazione molto più tardi (1963-1965 - in PL/I).
Il linguaggio degli indirizzi è stato implementato su tutti i computer di prima e seconda generazione prodotti nell'Unione Sovietica e ha influenzato l'architettura dei computer Kyiv, Strela, Ural e Promin. L'indirizzo è stato utilizzato esclusivamente per la soluzione ai problemi economici nell'ambito dell'aviazione, dell'esplorazione dello spazio, della costruzione di macchine e nel settore militare - in particolare, per calcolare le traiettorie di missili balistici in volo - negli anni '50 e '60. Le implementazioni del linguaggio di programmazione degli indirizzi sono state utilizzate per quasi 20 anni.
Il linguaggio Adress ha condizionato non solo lo sviluppo economico dell'Unione Sovietica, ma anche la tecnologia e la programmazione dell'informazione. Le idee e gli strumenti proposti e implementati da Address possono essere trovati in molti campi relativi alla programmazione, come tipi di dati astratti, programmazione orientata agli oggetti, programmazione funzionale, database e intelligenza artificiale.